# Achtung! Blondinengangster
Achtung… Blondinen-Gangster (Originaltitel: Without Warning) ist ein US-amerikanischer Kriminalfilm aus dem Jahr 1952 von Arnold Laven mit Adam Williams, Meg Randall und Edward Binns in den Hauptrollen. Der Film noir wurde von Allart Pictures produziert.

## Handlung
In einem schäbigen Motel in Los Angeles wird eine blonde Frau erstochen. Lieutenant Pete Hamilton und sein Partner Sergeant Don Warde sehen einen Zusammenhang mit einem ungeklärten Mordfall, der einen Monat zuvor geschah. Der Mörder Carl Martin, ein Gärtner, der seine Gartenschere als Mordwaffe benutzt, sucht Fred Saunders auf, der einen Laden für Gärtnereibedarf führt. Sofort ist Carl von dessen blonden Tochter Jane eingenommen. Jane, deren Ehemann bei der US-Army dient, lehnt Carly Angebot, sie nach Hause zu fahren ab. In einer Bar lernt Carl eine weitere blonde Frau kennen. Er nimmt sie mit und ermordet sie unter einer Autobahnbrücke. Eine Polizeistreife kommt zufällig vorbei, die Beamten wollen Carl festnehmen. Der wehrt sich, schlägt einen der Polizisten nieder und kann nach einem Schusswechsel durch einen Sprung auf einen vorbeifahrenden Lastwagen entkommen.
Im Polizeipräsidium liefert der Polizeibeamte eine Personenbeschreibung Carls ab. Der Polizeipsychologe Dr. Werner erstellt ein Gutachten. Er hält den Mörder für einen paranoiden Serienmörder, der es auf verheiratete, blonde Frauen unter 30 abgesehen hat. Hamilton und Warde lassen blonde Polizeibeamtinnen in verschiedenen Bars platzieren. Tatsächlich wird die Polizistin Virginia von Carl angesprochen, der mit ihr in die umliegenden Berge fährt. Allerdings merkt er, dass er verfolgt wird und lässt Virginia aussteigen.
Als in einem Flussbett erneut die Leiche einer erstochenen Frau gefunden wird, finden Hamilton und Warde bei der Leiche die Feder einer Schere. Der Labortechniker Charlie Wilkins ermittelt, dass die Feder zu einer Gartenschere gehört. Sofort werden Beamte in Gärtnereien und Gartenbedarfsläden geschickt. Hamilton und Warde suchen Saunders Laden auf, der Carl anhand der Personenbeschreibung identifiziert. Besorgt erzählt er den Beamten, dass seine Tochter Jane gerade eine Bestellung an Carl ausliefert.
Jane ist bei Carl angekommen und hat herausgefunden, dass Carl der gesuchte Frauenmörder ist. Der bedroht sie mit einer Gartenschere und erzählt ihr, wie das Verhalten seiner Ex-Frau ihn in seinen Mordrausch getrieben habe. Als Hamilton und Warde erscheinen, nimmt Carl Jane als Geisel. Die Beamten geben vor, wegzufahren. Unbemerkt lässt sich Warde aus dem Auto fallen, schleicht zum Haus zurück und kann Carl, der im Begriff steht, Jane zu erstechen, erschießen.

## Produktion

### Hintergrund
Gedreht wurde der Film im Oktober 1951 in Los Angeles.
Der ursprüngliche Originaltitel The Ripper wurde von der Motion Picture Association beanstandet, da er zu sehr einen Zusammenhang mit dem historischen Serienmörder Jack the Ripper andeute. Vorher hatte Columbia Pictures Einspruch gegen den Titel The Slasher erhoben, der zu ähnlich mit ihrer Produktion The Sniper (dt.: Der unsichtbare Schütze) erschien.
Die Produzenten Gardner und Levy dienten zusammen mit Regisseur Laven in der Filmeinheit des United States Army Air Corps. Die Finanzierung des Films wurde mit Hilfe von Josef Auerbach sichergestellt. Sol Lesser zeigte Interesse an dem Projekt und sorgte für den Verleih durch United Artists.

### Stab
Ted Haworth war für das Szenenbild zuständig. Verantwortlicher Toningenieur war John R. Carter.

### Besetzung
In kleinen nicht im Abspann erwähnten Nebenrollen traten Sidney Clute, George Eldredge und Michael Fox kn seiner ersten Filmrolle auf.

## Veröffentlichung
Die Premiere des Films fand am 8. Mai 1952 statt. In der Bundesrepublik Deutschland kam er am 23. Juli 1957 in die Kinos.

## Kritiken
Der Filmkritiken-Aggregator Rotten Tomatoes hat in einer Auswertung ein Publikumsergebnis von 43 Prozent positiver Bewertungen ermittelt.
Das Lexikon des internationalen Films schrieb: „Reißerische Kriminalunterhaltung mit der Nebenabsicht, Einblicke in zeitgenössische Fahndungsmethoden zu vermitteln.“